# Terezópolis de Goiás
Terezópolis de Goiás este un oraș în Goiás (GO), Brazilia.